# 野村総合研究所
株式会社野村総合研究所（のむらそうごうけんきゅうしょ、英: Nomura Research Institute, Ltd.、NRI）は、東京都千代田区大手町に本社を置く情報サービス企業（シンクタンク、コンサルティングファーム、システムインテグレーター）。略称はNRI、野村総研。
野村證券から分離独立し分社化した2つの会社が源流となっている。野村ホールディングスの持分法適用関連会社である。日経平均株価およびJPX日経インデックス400構成銘柄の一つ。
日本を代表する五大シンクタンク（野村総合研究所、日本総合研究所、三菱総合研究所、三菱UFJリサーチ＆コンサルティング、みずほリサーチ＆テクノロジーズ）の一つ。

## 会社概要

### 概略
日本初の本格的な民間総合シンクタンクである株式会社野村総合研究所（NRI）と、システム開発会社である野村コンピュータシステム株式会社（NCC）が合併し、現在の野村総合研究所が誕生した。この合併により、リサーチ、コンサルティング、ITソリューション、システム運用等をトータルに提供する会社となる。
民間企業・官公庁への戦略コンサルティング・ITコンサルティング並びに金融業・流通業を顧客とするシステム構築・運用に強みがある。
また、野村ホールディングスとは一定の資本関係があるものの、子会社ではない。
コーポレート・ステートメントは「未来創発 ― Dream up the future.」。

### 経営理念
- 顧客の信頼を得て、顧客と共に栄える
- 新しい社会のパラダイムを洞察し、その実現を担う

## 沿革
- 1965年（昭和40年）4月 - 株式会社野村総合研究所設立
- 1966年（昭和41年）1月 - 株式会社野村電子計算センター 設立（1972年（昭和47年）12月、商号を野村コンピュータシステム株式会社に変更）
- 1967年（昭和42年）1月 - ニューヨーク事務所 開設（現 Nomura Research Institute America, Inc.）
- 1968年（昭和43年）10月 - 野村オペレーションサービス株式会社設立（1996年（平成8年）7月、商号をNRIデータサービス株式会社に変更）
- 1972年（昭和47年）11月 - ロンドン事務所 開設（現 Nomura Research Institute Europe Limited）
- 1977年（昭和52年）4月 - 香港現地法人 設立（現 Nomura Research Institute Hong Kong Limited）
- 1981年（昭和56年）1月 - 野村投資顧問株式会社設立（現 野村アセットマネジメント株式会社）
- 1983年（昭和58年）
  - 1月 - 野村システムサービス株式会社設立（1997年（平成9年）1月、商号をNRI情報システム株式会社に変更）
  - 12月 - ワシントン事務所 開設（現 Nomura Research Institute America, Inc.）
- 1984年（昭和59年）7月 - シンガポール事務所 開設（現 Nomura Research Institute Asia Pacific Private Limited）
- 1988年（昭和63年）1月 - 野村コンピュータシステム株式会社を合併
- 1991年（平成3年）4月 - 野村システムズ関西株式会社設立（2011年（平成23年）4月、商号をNRIネットコム株式会社に変更）
- 1994年（平成6年）
  - 4月 - NRI Pacific Inc. 設立
  - 8月 - 台北事務所 開設（現 NRI台湾）
- 1995年（平成7年）4月 - ソウル支店 開設（現 NRIソウル）
- 1997年（平成9年）
  - 4月 - NRIラーニングネットワーク株式会社設立
  - 9月 - マニラ支店 開設（現 NRI APAC マニラ支店）
- 1999年（平成11年）4月 - NRI情報システム株式会社を合併
- 2000年（平成12年）
  - 8月 - NRIセキュアテクノロジーズ株式会社設立
  - 12月 - NRIシェアードサービス株式会社設立（2007年（平成19年）10月、商号をNRIワークプレイスサービス株式会社に変更）
- 2001年（平成13年）
  - 4月 - NRIデータiテック株式会社設立
  - 7月 - NRIサイバーパテント株式会社設立
  - 12月 - 東京証券取引所第一部に上場
- 2002年（平成14年）
  - 7月 - 野村綜研（上海）咨詢有限公司 設立
  - 10月 - 野村綜研（北京）系統集成有限公司 設立
- 2003年（平成15年）
  - 1月 - 鎌倉研究センター跡地を鎌倉市へ寄付
  - 7月 - NRIウェブランディア株式会社設立
  - 11月 - 株式会社インステクノ設立
- 2005年（平成17年）
  - 8月 - 野村綜研（北京）系統集成有限公司 上海支店 開設
  - 10月 - 野村綜研（上海）咨詢有限公司 北京事務所（現 北京支店）開設
- 2006年（平成18年）4月 - NRIデータサービス株式会社を合併
- 2007年（平成19年）
  - 4月 - エムシー・エヌアールアイグローバルソリューションズ（株）設立（現 上海菱威深信息技術有限公司）
  - 8月 - 株式会社ユビークリンクを設立
  - 10月 - NRI社会情報システム株式会社を設立
- 2008年（平成20年）
  - 8月 - NRIアメリカ ダラスオフィス 開設（現 Nomura Research Institute IT Solutions America, Inc.）
  - 10月 - モスクワ支店 開設
- 2009年（平成21年）
  - 3月 - 中部支社 開設
  - 4月 - NRI・BPOサービス株式会社設立（2010年（平成22年）7月、商号をNRIプロセスイノベーション株式会社に変更）
- 2010年（平成22年）9月 - 野村綜研（大連）科技有限公司 設立
- 2011年（平成23年）
  - 7月 - 株式会社ユビークリンクを合併
  - 10月 - Nomura Research Institute India Pvt. Ltd. 設立
- 2012年（平成24年）
  - 4月 - NRIシステムテクノ株式会社発足
  - 4月 - Nomura Research Institute Asia Pacific Private Limited ジャカルタ駐在員事務所（現 NRIインドネシア） 開設
  - 7月 - Nomura Research Institute Financial Technologies India Pvt. Ltd. 発足
  - 8月 - NRIセキュアが株式会社ユービーセキュアを子会社化
  - 11月 - 台灣野村總研諮詢顧問股份有限公司設立
  - 11月 - （株）野村総合研究所ソウル設立
- 2013年（平成25年）
  - 1月 -  NRI Consulting & Solutions (Thailand) Co., Ltd. 設立
  - 3月 -  Nomura Research Institute Europe Limited ルクセンブルク支店開設
- 2014年（平成26年）
  - 4月 -  株式会社だいこう証券ビジネスを子会社化
  - 4月 -  北米事業を再編・強化し、Nomura Research Institute Holdings America, Inc. および Nomura Research Institute IT Solutions America, Inc. 設立
  - 7月 -  NRIフィナンシャル・グラフィックス株式会社を設立
- 2015年（平成27年）
  - 4月 -  Nomura Research Institute Singapore Pte. Ltd. 設立
  - 4月 -  米国のデジタルマーケティング事業者であるBrierley & Partners, Inc.を子会社化
  - 7月 -  NRIみらい株式会社を設立
  - 10月 -  PT. Nomura Research Institute Indonesia を設立
  - 10月 -  日本智明創発ソフト株式会社と智明創発グループを子会社化
- 2016年（平成28年）
  - 4月 -  ブライアリー・アンド・パートナーズ・ジャパン株式会社を設立
  - 6月 -  米国の資産運用分野のリサーチおよびコンサルティングの提供事業者であるCutter Associates, LLCを子会社化
  - 6月 -  NRIリテールネクスト株式会社を設立
  - 8月 -  NRIデジタル株式会社を設立
  - 12月 - 本社を丸の内北口ビルから大手町フィナンシャルシティグランキューブ内に移転[1]
  - 12月 - ASG Group Ltd.をグループ会社化[10]

## NRIグループ

### 母体企業

#### 野村総合研究所（NRI）
1965年（昭和40年）、野村證券株式会社調査部が分離独立し、株式会社野村総合研究所を設立した。
現在のコンサルティング部門の母体であり、日本最大規模のコンサルティングファームである。官公庁・産業界のトップ企業をほぼ網羅して、サービスを提供してきている。米国のStanford Research Institute（現在のSRI International）をモデルとして設立された。
株式の上場をきっかけに、経営の効率化を目的として、リサーチ部門の在り方を変化させた。証券・経済研究等を行う部門は、証券調査・市場調査などの一部を野村グループにインハウス化し、残る一部は研究創発センターに移管され、政策・金融・経済研究などを引き続き行っている。

#### 野村コンピュータシステム（NCC）
1966年（昭和41年）、野村證券株式会社電子計算部が、日本一の本格的なコンピューターセンターとして独立し、株式会社野村電子計算センターが発足した。その後、1972年（昭和47年）12月に野村コンピュータシステム株式会社へ商号変更した。
現在のシステム部門の母体であり、野村グループ、セブン&アイグループなどを主要な顧客として、システム開発に黎明期より携わっている。1955年（昭和30年）には、日本で初めて商用コンピュータ（Remington RandのUNIVAC 120）のビジネス利用を実現した（当時 野村證券電子計算部）。また、窓口販売や基幹業務などのパッケージシステムやASPを積極的に展開しており、業界標準となっているシステムを数多く提供している。

### 子会社
- NRIネットコム株式会社 - ネットワーク構築とウェブサイトの企画・構築・運用をトータルでサポートする。
- NRIセキュアテクノロジーズ株式会社 - 情報セキュリティサービス専門会社。
  - 株式会社ユービーセキュア
- NRIワークプレイスサービス株式会社 - グループ各社への業務サポートサービスを提供。
- NRIデータiテック株式会社 - ITインフラサポートサービスの専門会社。
- NRI社会情報システム株式会社 - 高齢者の地域活動を促す事業を、業務・経理システムの面で支える。
- NRIプロセスイノベーション株式会社 - BPRサービスの提供。BPO業務の受託。
  - NRIフィナンシャル・グラフィックス株式会社
- NRIシステムテクノ株式会社 - 味の素グループの情報システムの企画・開発・運用。
- 株式会社だいこう証券ビジネス - 証券業務に関わるミドル・バックサービスをワンストップで提供
  - 株式会社DSB情報システム
  - 株式会社DSBソーシング
- NRIみらい株式会社 - 特例子会社
- 日本智明創発ソフト株式会社 - ソフトウェア受託開発、技術支援サービス
- NRIリテールネクスト株式会社 - 小売ソリューションの研究・検証
- NRIデジタル株式会社 - デジタルビジネスコンサルティング、デジタルITソリューション、デジタルアナリティクス
- Nomura Research Institute Holdings America, Inc.
  - Nomura Research Institute America, Inc. - （NRIアメリカ）
  - Nomura Research Institute IT Solutions America, Inc.
  - Brierley & Partners, Inc.
    - Brierley Europe Limited
    - ブライアリー・アンド・パートナーズ・ジャパン株式会社

  - Cutter Associates, LLC
    - Cutter Associates Europe Ltd
- Nomura Research Institute Europe Limited - （NRIヨーロッパ）
- 野村綜研（北京）系統集成有限公司 - （NRI北京）
- 野村綜研（上海）咨詢有限公司 - （NRI上海）
- 野村綜研（大連）科技有限公司 - （NRI大連）
- 智明ホールディングス・BVI
  - 北京智明創発軟件有限公司 - （北京智明）
    - 上海智明創発軟件有限公司 - （上海智明）
    - 大連智明創発軟件有限公司 - （大連智明）
    - 無錫智明創発軟件有限公司 - （無錫智明）
    - 吉林智明創発軟件有限公司 - （吉林智明）
- Nomura Research Institute Asia Pacific Private Limited - （NRI APAC）
  - Nomura Research Institute Hong Kong Limited - （NRI香港）
  - Nomura Research Institute Singapore Pte. Ltd. - （NRIシンガポール）
  - 台灣野村總研諮詢顧問股份有限公司 - （NRI台湾）
  - 株式会社野村総合研究所ソウル - （NRIソウル）
  - Nomura Research Institute India Pvt. Ltd. - （NRIインド）
  - PT. Nomura Research Institute Indonesia - （NRIインドネシア）
  - Nomura Research Institute Financial Technologies India Pvt. Ltd. - （NRI FT India）
  - NRI Consulting & Solutions (Thailand) Co., Ltd. - （NRIタイ）
  - ASG Group Limited.

### 関連会社
- 丸紅ITソリューションズ株式会社 - 丸紅グループ向けのITシステム、一般顧客向けソリューションの提供。株式所有20%。
- 上海菱威深信息技術有限公司 - 中国でのICTサービス事業。三菱商事株式会社との共同事業。株式所有49%。
- Market Xcel Data Matrix Pvt. Ltd. - インド国内8都市に調査拠点を有する調査会社。株式所有25.1%。
- 株式会社サザンウィッシュ - 地方銀行向けソフトウエア開発、販売。鹿児島銀行、インビオ等と共同で設立。株式所有35%。
- 株式会社ウエルス・スクエア - 金融機関を通じてファンドラップ・ビジネスを展開すう投資顧問会社。株式所有33.3%。

### 関連団体
- 公益財団法人野村マネジメント・スクール - 企業経営の研究、および、その成果をベースに経営管理者教育を行う。
- 野村総合研究所・清華大学人文社会科学学院中国研究センター - 中国の経済、社会や産業政策の研究や人材交流等を行う。

## 事業概要
ナビゲーションとソリューションを相乗的に機能させ、トータルソリューションを提供している。これらのサービスは、社会のほとんどの分野、企業活動や人々の生活にかかわるあらゆるテーマをカバーしている。
トータルソリューションは、(1)社会・産業の予測と展望、(2)市場分析・業務分析・経営診断、(3)企業経営・政策立案に関する提言、(4)経営・業務革新のソリューション提示、(5)システム設計・ソリューション提供、(6)アウトソーシング・システム運用、(7)ビジネスの実行支援、の7つで構成される。主な事業分野は以下のとおりである。
| - 調査・研究 - 政策提言 - 社会・産業構造分析 - 市場動向分析 - 技術評価・技術予測 - マネジメントコンサルティング - 経営戦略・事業戦略 - 業務改革 - 組織・人材戦略 - コーポレートガバナンス - システムコンサルティング - IT戦略 - ITマネジメント支援 - CIO支援 - IT組織・人材戦略 - システム基盤ソリューション - システム開発基盤 - セキュリティ基盤 - コンテンツ管理基盤 - 運用基盤 | - システムソリューション - 証券システム - 金融システム - 保険システム - 流通システム - 公共システム - 産業システム - 共同利用型ソリューション - システム商品販売 - ITマネージドサービスソリューション - コンテンツ開発 - アジア・中国ビジネス支援 - M&A支援・企業再生支援 - 事業開発支援 - 人材育成・組織活性化支援 等 |

売上の約1/4は野村ホールディングスとセブン&アイ・ホールディングスの2グループ相手である。
個別の商品・サービス、グループ各社の商品・サービスについてはリンクを参照（サービス・プロダクト）。

## 事業所

### 主な国内拠点
当社公式サイト内の「NRI国内拠点のアクセスマップ」も参照。
- 東京都
  - 東京本社（千代田区 - 大手町フィナンシャルシティグランキューブ）
  - 木場総合センター（江東区 - 深川ギャザリアタワーN棟）
  - 大手町分室（千代田区 - 東京サンケイビル）
- 神奈川県
  - 横浜総合センター（横浜市西区 - 横浜野村ビル）[11][12][13]
  - 横浜開発センター（横浜市保土ケ谷区 - NRIタワー〈横浜ビジネスパーク〉）
- 大阪府
  - 大阪総合センター・コンサルティング事業本部大阪オフィス（大阪市北区 - 中之島フェスティバルタワー・ウエスト）
  - 大阪開発センター（大阪市北区 - アクア堂島西館）
- 愛知県
  - 中部支社・コンサルティング事業本部名古屋オフィス （名古屋市中村区 - 名古屋三交ビル）
- 北海道
  - 札幌開発センター（札幌市中央区 - 信金中央金庫ビル）
- 福岡県
  - 福岡開発センター（福岡市中央区 - 福岡RDビル）

### 主な海外拠点
当社公式サイト内の「NRIグループ海外拠点」も参照。
- 米国
- 英国
- ルクセンブルク
- ロシア
- 中国
- 香港
- 台湾
- 韓国
- シンガポール
- フィリピン
- インドネシア
- インド
- タイ

## 著名な研究員等（現職者・出身者）
- 青木英彦 - 東京理科大学大学院経営学研究科教授、ワールド取締役会議長
- 浅井信雄 - 元 コンサルタント、財団法人中東調査会理事。現 沖縄大学客員教授
- 宇都正哲 - 元 上席コンサルタント、現 東京都市大学大学院教授
- 及川昭伍 - 元 顧問、経済企画庁総合計画局長、国民生活センター理事長・顧問、株式会社岩手銀行取締役
- 大崎貞和 - 主席研究員、東京大学法科大学院客員教授、早稲田大学ビジネススクール客員教授
- 奥村洋彦 - 元 取締役、ブルッキングス研究所客員研究員。現 学校法人学習院常務理事、学習院大学経済学部教授
- 小野浩 - 元 コンサルタント、現 一橋大学大学院国際企業戦略研究科教授
- 加藤康之 - 元 主任研究員、京都大学経営管理研究部教授
- 木内登英 - 元 研究員、現 野村證券金融経済研究所経済調査部長兼チーフエコノミスト
- 木村仁 - 元 参与、消防庁長官、自治大学校校長、元国土交通省大臣政務官、元参議院議員
- 佐伯喜一 - 元 社長、防衛庁防衛研修所（現 防衛省防衛研究所）所長。現 財団法人世界平和研究所常任理事
- 角南篤 - 元 研究員、笹川平和財団理事長、政策研究大学院大学学長特別補佐
- 妹尾昌俊 - 元 社員、教育研究家、一般社団法人ライフ＆ワーク代表理事、大阪キリスト教学院教育テック総研　副所長・客員教授。
- 高橋克徳 - 元 研究員、東京理科大学教授、ジェイフィール代表取締役
- 田中章介 - 元 理事、経済企画庁審議官・顧問、新潟大学経済学部教授
- 高尾義一 - 元 研究理事、現 朝日ライフアセットマネジメント株式会社常務執行役員
- 千野忠男 - 顧問、財団法人金融情報システムセンター顧問、社団法人世界貿易センター顧問。前 アジア開発銀行総裁
- 寺崎明 元 理事、総務審議官、NTTドコモ副社長。
- 徳田博美 - 元 所長、理事長、大蔵省銀行局長、日本開発銀行理事、商工組合中央金庫副理事長、野村證券顧問
- 鳥山正博 - 元 上席コンサルタント、現 立命館大学 経営大学院 経営管理研究科 教授
- 中川幸次 - 元 社長、顧問、日本銀行営業局長、同理事。現 財団法人世界平和研究所副会長
- 野田稔 - 元 経営コンサルティング一部長。現 明治大学大学院グローバルビジネス研究科教授
- 長谷川博和 - 元 研究員、現 早稲田大学ビジネススクール教授。グローバルベンチャーキャピタルマネージングパートナー
- 波多野徹 - 元 関西支社 経営コンサルティング室長。現 株式会社 沖データ代表取締役社長兼九州大学客員教授
- 濱村進 - 元 コンサルタント、現 衆議院議員
- 福島清彦 - 元 主席エコノミスト、現 立教大学経済学部特任教授。元 ジョンズ・ホプキンス大学高等国際問題研究大学院教授
- 福田隆之 - 元 主任研究員、内閣府大臣補佐官（菅義偉官房長官補佐官（公共サービス改革担当））、東洋大学国際学部客員教授
- 堀江貞之 - 元上席研究員、年金積立金管理運用独立行政法人運用委員会員長代理
- 増田寛也 - 元 顧問、東京大学公共政策大学院客員教授
- 松永エリック・匡史 - 元 コンサルタント。現 青山学院大学地球社会共生学部教授
- 村上輝康 - シニアフェロー、慶應義塾大学総合政策学部教授（特別招聘）、株式会社富士通総研顧問。元 理事長
- 村山裕三 - 元 研究員、現 同志社大学大学院ビジネス研究科教授、宇宙航空研究開発機構(JAXA)主任研究員
- 森本敏 - 元 主席研究員、外務大臣官房領事移住部領事移住政策課長。現 拓殖大学国際開発学部教授
- ロバート・フェルドマン - 元 研究員、現 モルガン・スタンレー証券チーフ・エコノミスト兼マネージング・ディレクター
- 渡部亮 - 元 研究理事、法政大学経済学部教授
- 本間浩輔 - 元コンサルタント、現ヤフー株式会社執行役員

### 主な出版物
- 定期刊行物
- 単行本

## 出来事
- 1972年11月29日、金融事情調査のため海外出張していた研究員2人が、モスクワで日本航空シェレメーチエヴォ墜落事故に遭遇して死亡[14]。